# Vicq, Yvelines
Vicq är en kommun i departementet Yvelines i regionen Île-de-France i norra Frankrike. Kommunen ligger i kantonen Montfort-l'Amaury som tillhör arrondissementet Rambouillet. År 2022 hade Vicq 391 invånare.

## Befolkningsutveckling
Antalet invånare i kommunen Vicq
| Referens: INSEE |